# Alicia Coutts
Alicia Coutts (n. 14 septembrie 1987, Brisbane, Queensland, Australia) este o înotătoare ce a reprezentat Australia, medaliată olimpică. A participat la 3 ediții ale Jocurilor Olimpice (2008, 2012, 2016) în care a câștigat două medalii de aur, 3 medalii de argint și o medalie de bronz.